# 日本國鐵EF65型電力機車
EF65型电力机车（日语：EF65形電気機関車）是日本国有铁道的直流电力机车车型之一，适用于供电制式为1500伏直流电的电气化铁路，由川崎车辆（川崎重工業兵库工厂）、川崎电机制造、东京芝浦电气府中工厂、汽車製造大阪制作所、东洋电机制造、日本車輛製造名古屋制作所、富士电机联合生产。
EF65型电力机车是针对平原地区线路的日本国铁标准型直流电力机车，也是日本国铁史上产量最大的电力机车车型。从1965年开始投入批量生产，直到1979年停产为止，总共生产了308台各种番台的EF65型电力机车，其中包括135台主要用于牵引干线货物列车的基本番台机车，17台用于牵引卧铺特急列车的500番台客运机车（P型），17台用于牵引高速货物列车的500番台货运机车（F型），以及139台客货运通用的1000番台机车（PF型）。
在国铁时代，EF65型电力机车被广泛运用于東海道本線、山陽本線、東北本線（黑矶以南）等主要干线，担当货物列车和旅客列车的牵引任务，尤其是东京往九州方向的卧铺特急列车。國鐵分割民營化后，EF65型电力机车分别由JR东日本、JR东海、JR西日本、JR货物继承。自1990年代以来，由于越来越多的卧铺旅客列车停运，EF65型电力机车的运用范围也不断缩小。2008年3月，来往东京和大阪的“银河号”卧铺急行列车停运后，终结了EF65型电力机车牵引定期旅客列车的历史。尚存的EF65型电力机车主要由JR货物拥有，但随着EH200、EF210型电力机车的增加，EF65型电力机车亦正在面临被淘汰的命运。

## 开发背景

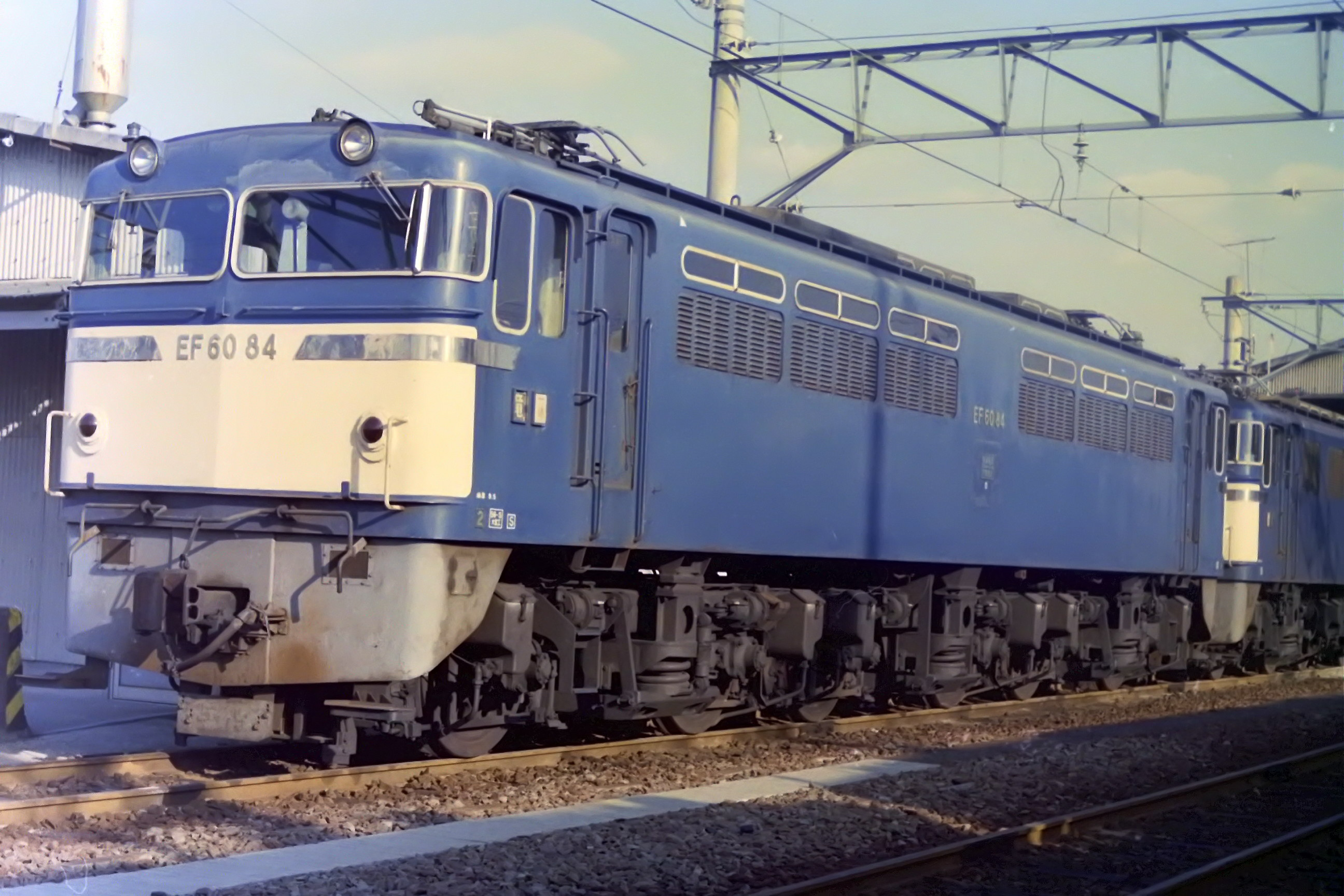
EF60型电力机车

1958年，日本国有铁道开发了ED60、ED61型电力机车，开创了日本“直流新型电力机车”的先河，此后又在此基础上研制了一系列六轴直流电力机车。1960年至1961年间，用于東海道本線、山陽本線的EF60型干线货运电力机车及EF61型干线客运电力机车研制成功。1962年，针对信越本线横川至轻井泽之间最大坡度达到66.7‰的碓冰岭区间，专门开发了EF62、EF63型电力机车。1964年，为满足奥羽本线、中央本线等中等坡度线路的牵引需要，日本国铁又研制了设有电阻制动的EF64型电力机车。
1960年代初，日本正处于战后经济高速增长时期，尤其当时日本的高速公路网尚未完善，大多数货物及旅客均经由铁路运送，使铁路运输能力的紧张状况更加突出。为了缓解运能和运量之间日益尖锐的矛盾，日本国铁实施一系列措施以提高铁路运输系统的效率，例如加快铁路干线的电气化和复线化改造、提高列车运转速度、扩大列车编组重量等。当时，东海道、山阳本线上所使用的EF60型电力机车，最高速度（100公里/小时）和持续速度（39公里/小时）相对较低，难以满足旅客列车和货物列车提速的需要。
1965年，日本国铁成功研制了新一代的EF65型电力机车。该型电力机车是客货运通用的六轴直流电力机车，也是在EF60、EF62、EF64型电力机车基础上发展而成的系列化车型，并且与EF64、EF62型电力机车共同构成国铁标准化直流电力机车系列，分别对应平原地区（最大坡度约10‰）、中等坡度（最大坡度25～35‰）、特大坡度（信越本线）线路。EF65型电力机车的车体和转向架等机械部分，是以EF60型电力机车第三次量产车为基础，机车走行部采用Bo-Bo-Bo轴式。
电气系统方面，则大量应用了已经在EF62、EF64型电力机车上验证的成熟技术并加以改良，例如电动凸轮轴式电阻控制器、轴重转移电气补偿、标准型直流牵引电动机、标准化辅助机电系统，低压交流照明及控制电路等。EF65、EF64型电力机车均采用相同的齿轮传动比，小时制持续速度为45公里/小时，但EF65型电力机车的最高运转速度进一步提高至110公里/小时，提高了机车的高速运转性能。由于EF65型电力机车是针对平原地区线路的电力机车，因此并没有设置电阻制动。
| EF62、EF64、EF65型电力机车主要特点及差异 | EF62、EF64、EF65型电力机车主要特点及差异 | EF62、EF64、EF65型电力机车主要特点及差异 | EF62、EF64、EF65型电力机车主要特点及差异 |
| 车型                                     | EF62                                     | EF64（基本番台）                         | EF65（基本番台）                         |
| ---------------------------------------- | ---------------------------------------- | ---------------------------------------- | ---------------------------------------- |
| 轴式                                     | Co-Co                                    | Bo-Bo-Bo                                 | Bo-Bo-Bo                                 |
| 运转整备重量                             | 96吨                                     | 96吨                                     | 96吨                                     |
| 最大运用速度                             | 100公里/小时                             | 100公里/小时                             | 110公里/小时                             |
| 重联控制系统                             | 有                                       | 有                                       | 无                                       |
| 列车供电系统                             | 有                                       | 有                                       | 无                                       |
| 电阻制动                                 | 有                                       | 有                                       | 无                                       |
| 齿轮传动比                               | 4.44                                     | 3.83                                     | 3.83                                     |
| 小时功率                                 | 2,550千瓦                                | 2,550千瓦                                | 2,550千瓦                                |
| 持续牵引力（小时制）                     | 23,400公斤                               | 20,350公斤                               | 20,350公斤                               |
| 持续速度（小时制）                       | 39.1公里/小时                            | 45.0公里/小时                            | 45.0公里/小时                            |
| 主电阻控制器                             | CS16                                     | CS22                                     | CS25                                     |
| 副电阻控制器                             | CS17                                     | CS23                                     | CS25                                     |
| 工况转换器                               | CS18                                     | CS23                                     | CS26                                     |
| 励磁控制器                               | 接触器开关                               | CS24                                     | CS26                                     |
| 照明及控制电路电源                       | 直流电动发电机                           | 二相交流电动发电机                       | 二相交流电动发电机                       |
| 控制电路电压                             | DC 100V                                  | DC/AC 100V                               | DC/AC 100V                               |
| 照明电路电压                             | DC 100V                                  | AC 24/50/100V                            | AC 24/50/100V                            |

## 形式区分

### 基本番台（一般型）

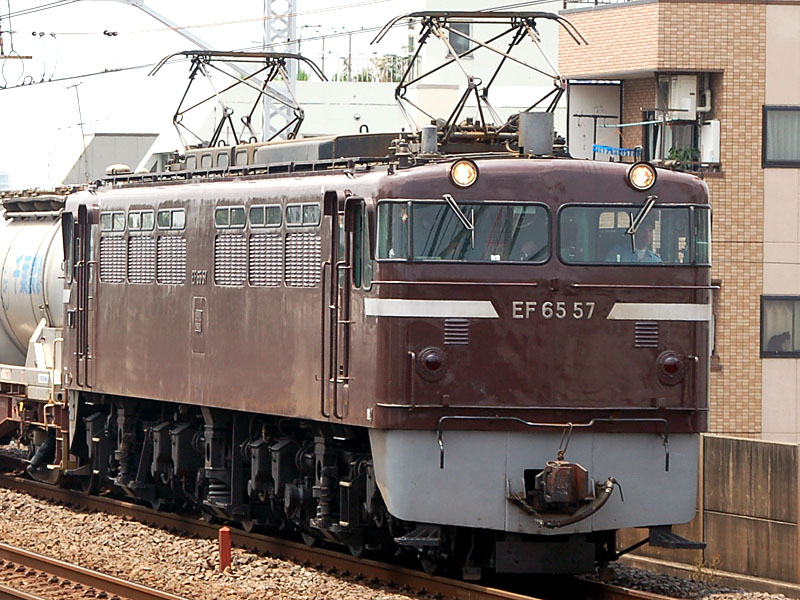
EF65 57号机车

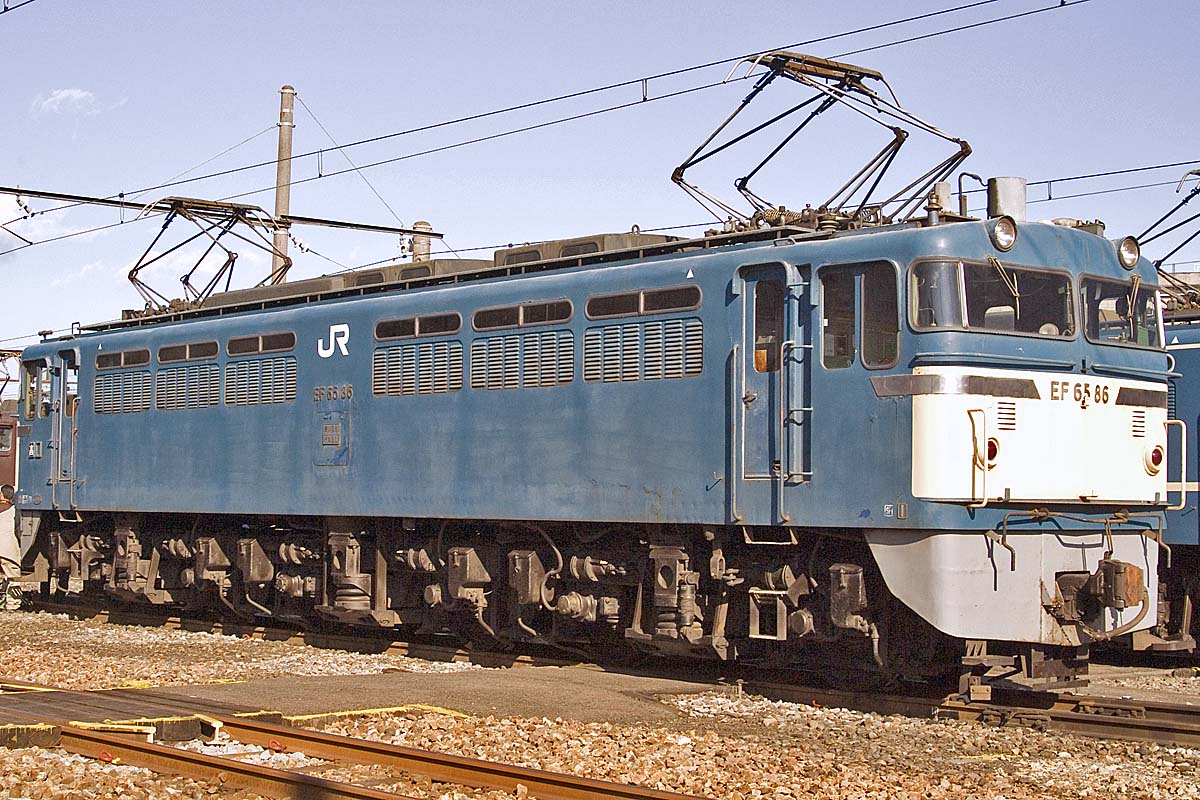
EF65 87号机车

EF65型基本番台电力机车是为牵引货物列车而生产，从1965年至1970年间共制造了135台，其中包括六个批次的车辆。在国铁时代，基本番台机车均采用国铁直流新型电力机车的标准涂装，车体部分采用蓝色（青15号），车头正面下半部采用奶黄色（奶油1号）。
第一次量产车（1～47）
- 1～47号机车的生产预算由昭和39年度第1次债务承担，为中央本线、山阳本线、东海道本线货物列车增发而制造，其中1～16号机车配属吹田第二机关区（日语：吹田機関区），17～35、46～47号机车配属稻泽第二机关区（日语：稲沢機関区），36～45号机车配属新鹤见机关区（日语：新鶴見機関区）。这批机车装用CS25型电阻控制器和CS26型励磁控制器[2]。

第二次量产车（48～72）
- 48～57号机车的生产预算由昭和39年度第3次债务承担，为中央本线电气化和货物列车增发而制造，其中48～50号机车配属吹田第二机关区，51～52号机车配属稻泽第二机关区，53～57号机车配属新鹤见机关区。
- 58～72号机车的生产预算由昭和40年度第1次民有拨款承担，为中央本线、山阳本线电气化和货物列车增发而制造，其中58～59号机车配属新鹤见机关区，60～64号机车配属东京机关区（日语：東京機関区），65～70号机车配属稻泽第二机关区，71～72号机车配属吹田第二机关区。
- 这批机车改为使用CS25A型电阻控制器；司机室通风口由排障器上部改为设置在尾灯上方[2]。

第三次量产车（73～84）
- 73～76号机车的生产预算由昭和40年度第2次债务承担，为宇野线完全无烟化、提高東北本線运输能力而制造，全部配属吹田第二机关区。
- 77～84号机车的生产预算由昭和41年度第1次债务承担，为信越本线长冈地区无烟化和长野原线电气化开业而制造，全部配属稻泽第二机关区。
- 这批机车改为使用CS29型电阻控制器，并更改了尾灯的外形[3]。

第四次量产车（85～104）
- 85～104号机车的生产预算由昭和43年度第4次债务承担，因应信越本線直江津至宫内区段、赤穗線电气化开业而制造，其中85～102号机车配属冈山机关区（日语：岡山機関区），103～104号机车配属稻泽第二机关区[4]。
- 与之前三批量产车相比，这批机车作出了较大的变化，例如改为使用MT52A型牵引电动机、CS29A型电阻控制器、CS26B型励磁控制器，避雷器由LA15A型更换为LA15B型，增加对应高速货物列车（日语：高速貨物列車）的单机增压制动装置，牵引电动机冷却风道采用模块化安装方式，追加ATS电源中断警报装置，强化车体前端部分强度等[5]。

第五次量产车（105～120）
- 105～120号机车的生产预算由昭和43年度第5次债务承担，因应东海道本线、山阳本线货物列车和行包列车增发、东北本线、信越本线货物列车增发、山阳本线“濑野八”区段补机增强而制造，全部配属稻泽第二机关区[4]。

第六次量产车（121～135）
- 121～132号机车的生产预算由昭和44年度第3次债务承担，133～135号机车的生产预算则由昭和44年度第5次债务承担；其中121～130号机车配属广岛机关区（日语：広島機関区），131～135号机车配属冈山机关区。
- 这批机车安装了带有发热线的司机室前窗玻璃，以及强化的WP50型雨刮器，并增加了列车紧急停止装置（日语：緊急列車停止装置）（EB）、列车紧急防护装置（日语：緊急列車防護装置）（TE）[6]。

### 500番台（P型）

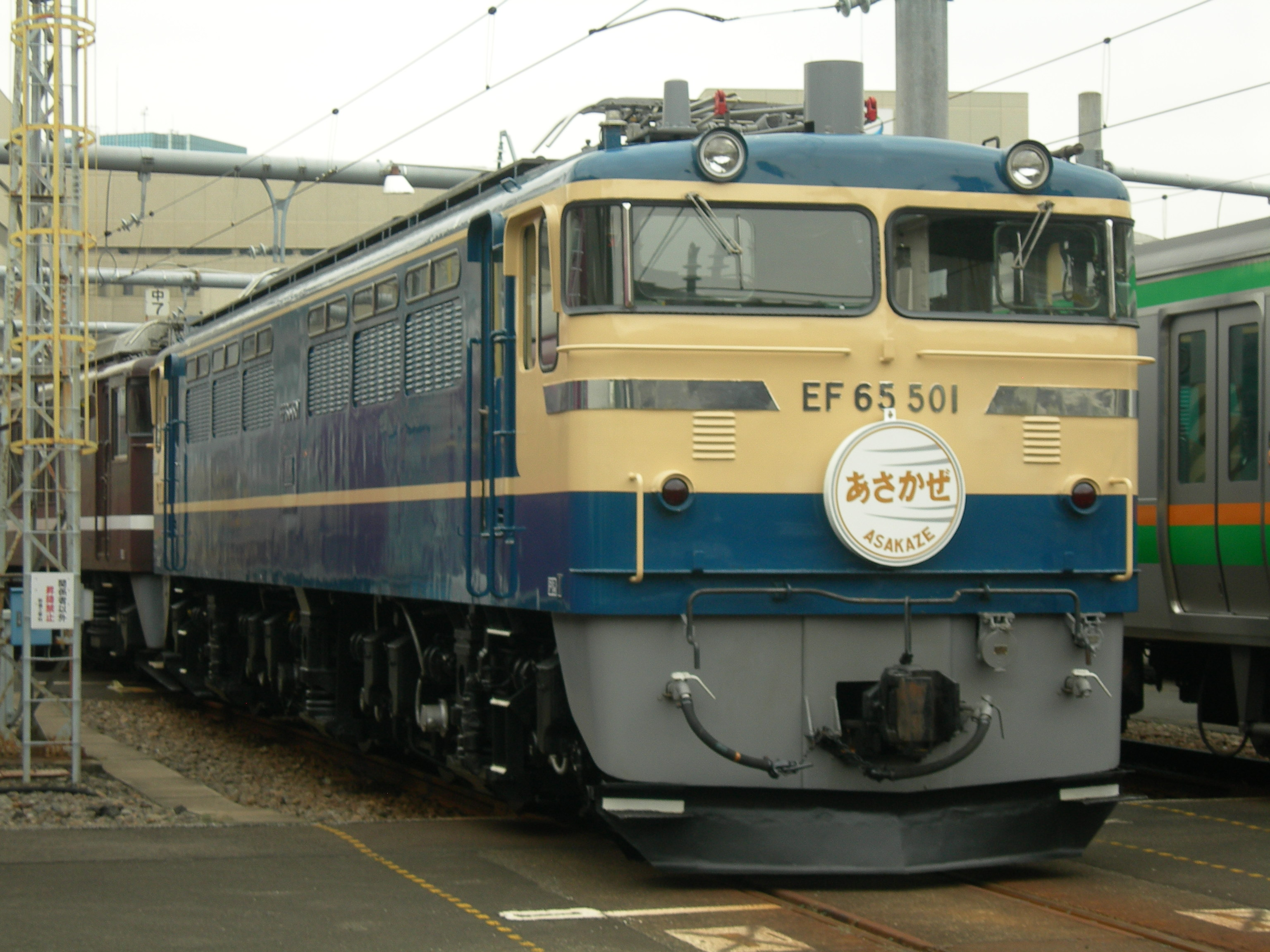
EF65 501号机车

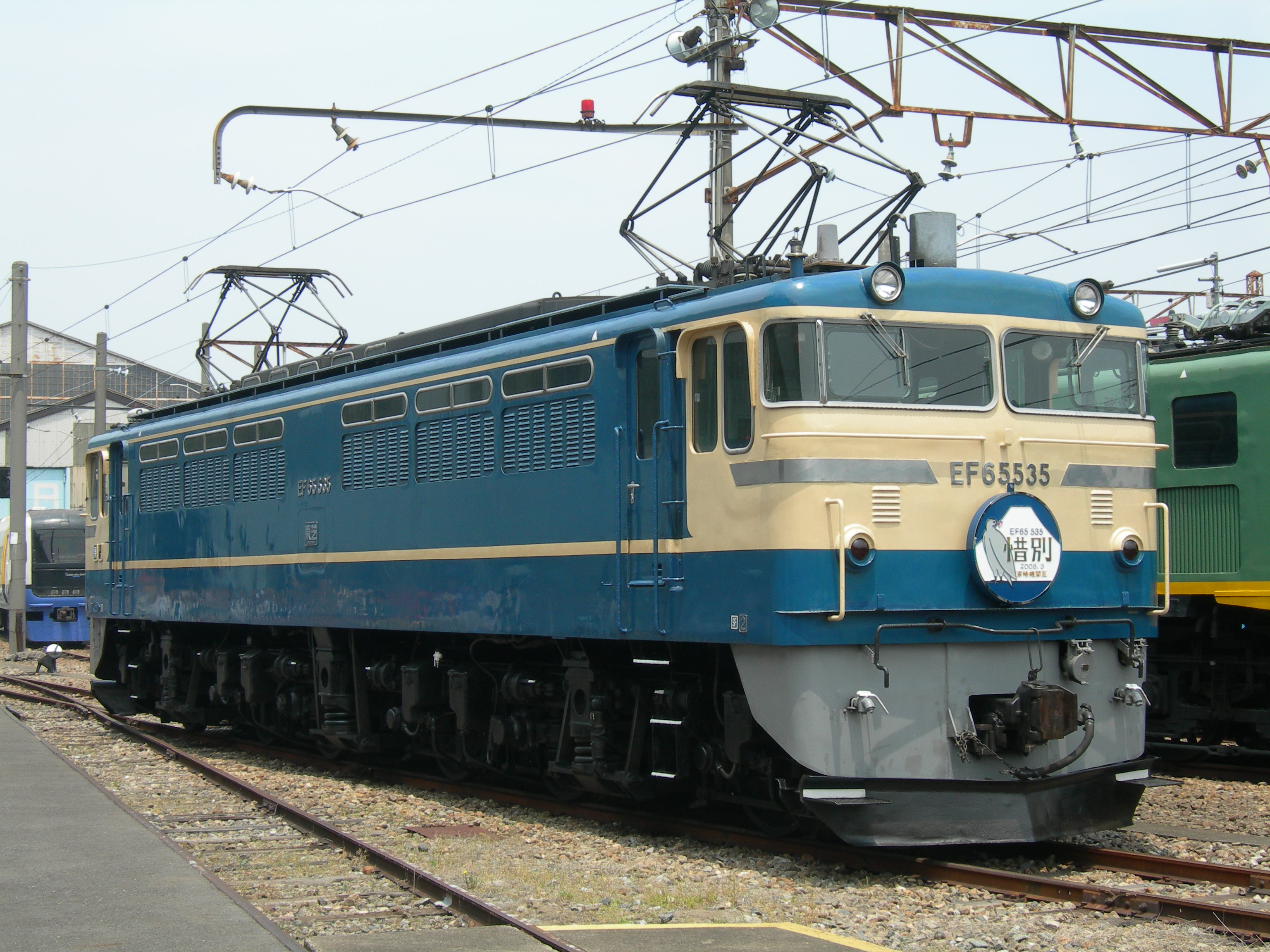
EF65 535号机车

1965年至1966年间，为了满足由20系客车组成的卧铺特急旅客列车（蓝色列车）的牵引需要，新造了17台快速客运专用的EF65型500番台电力机车。1968年，又将其中8台基本番台机车改造成500番台客运机车，以缓解因卧铺特急列车增发而造成客运机车运用紧张的局面。该型机车又称为“P型”机车，代表“客运”（passenger）英文的首字母。
EF65型500番台客运机车加装了总风管以满足20系客车空气弹簧的用风需要，还安装了与客车乘务员室相连的有线电话，以及當架空接触网电压异常时使电源车能够快速降弓和停止电动发电机的紧急开关，机车两端设有KE59型电气连接器与列车相连。
1968年，为了提高寝台旅客列车（蓝色列车）的旅行速度，日本国铁对所有20系客车进行制动系统改造，通过对原本的AS空气制动机加装电空阀、中继阀等电控装置改造为AREB电空制动机，实现列车制动系统的电控化，使列车最高运行速度由95公里/小时提高至110公里/小时。EF65型500番台客运机车亦进行了相应改造，加装了机车电空制动机和制动增压装置，制动信号通过车辆及机车间的KE72型电气连接器传送。
为配合“蓝色列车”的形象，这批机车亦采用了与EF60型500番台电力机车相同的卧铺特急涂装，车体以深蓝色（青15号）为主色，车头部分采用奶黄色（奶油1号），两侧各有一条奶黄色色带，另外还在两端設置了列车标志的挂架。
第一次量产车（501～512）
- 501～502号机车的生产预算由昭和39年度第3次债务承担，为中央本线电气化及旅客列车增发而制造。此外，501号机车在1966年至1967年期间曾经采用与基本番台机车相同的标准涂装[7]。
- 503～512号机车的生产预算由昭和39年度第5次债务承担，为东海道本线旅客列车增发而制造[2]。
- 全部配属东京机关区，担当卧铺特急列车的牵引任务。这批机车和同时期的基本番台第二次量产车相同，同样使用CS25A型电阻控制器。

第二次量产车（527～531）
- 527～531号机车的生产预算由昭和40年度第2次民有拨款承担，因应山阳本线广岛至幡生间货物列车完全无烟化而制造，全部配属东京机关区[3]。
- 这批机车改为使用CS29型电阻控制器。

改造编入车辆（535～542）
- 535～542号机车是由基本番台的77～84号机车改造而成。77～84号机车原本配属稻泽第二机关区，于1968年6月至9月间在滨松工厂（日语：東海旅客鉄道浜松工場）进行改造，完成改造后被编入500番台，并配属到东京机关区[8]。

### 500番台（F型）

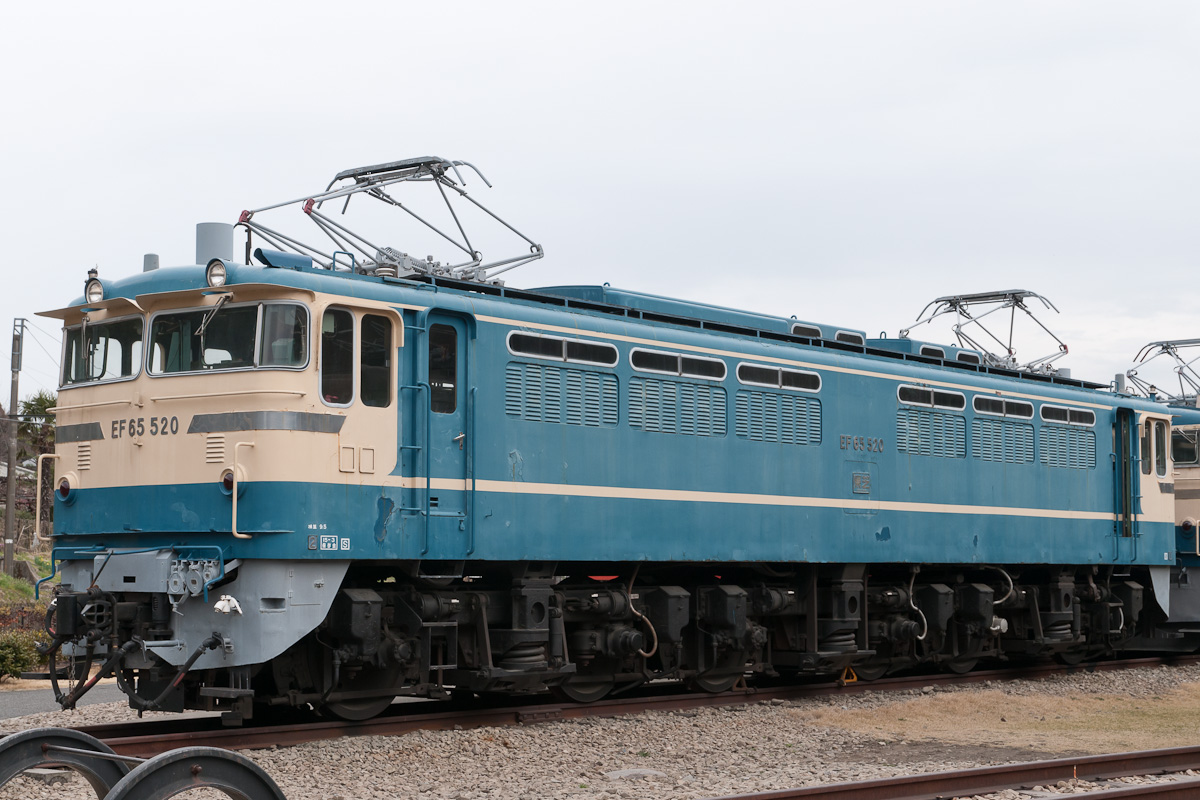
EF65 520号机车

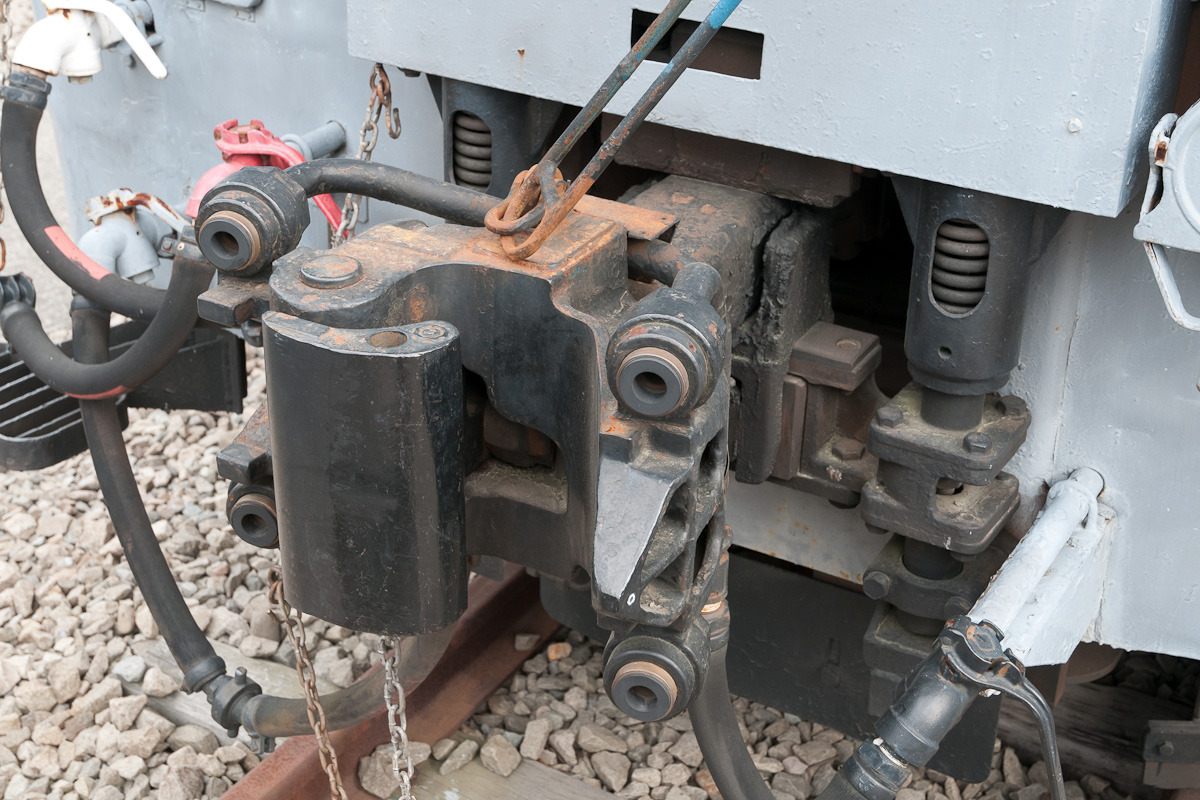
500番台货运机车的密接式自动车钩

1965年至1966年间，为了满足10000系高速货物列车的牵引需要，制造了17台快速货运专用的EF65型500番台电力机车，按照牵引1000吨货物列车、最高速度100公里/小时的性能要求而设计。该型机车又称为“F型”机车，代表“货运”（freight）英文的首字母。
EF65型500番台货运机车增加双机重联控制功能，加装了传送控制指令的KE70-6型电气连接器，以及均衡本务和补机制动风缸压力的平均管，使两台机车产生同步的制动或缓解作用。制动系统方面，机车亦安装了电控空气制动系统，可对应10000系货车的CLE电空制动系统。司机操纵台的KE14型制动阀增加电气触点电路，车端增设KE72型电气连接器与列车连接，向每节车辆的电磁阀传递电空制动信号，以改善列车制动系统的响应性能。为了提高列车的高速制动性能，机车并设有制动增压装置，当列车运行速度高于一定水平时，对空气制动系统增加约30%的制动压力。
EF65型500番台货运机车还装备了对应10000系货车的密接式自动车钩，包含了制动管（BP）和总风管（MRP）两条空气管路的自动连接，当机车与高速货物列车连接时无需再手动连接制动管，而空气弹簧用风则通过总风管供给，这种车钩后来也被EF66型电力机车所沿用。此外，车钩还设有自动复位装置，使车钩在偏离中心线后自动复位，避免车钩在非中心线状态下连接，而导致空气管路接口受碰撞损坏。因此，EF65型500番台货运机车的车钩也显得比其他机车更为复杂。
第一次量产车（513～517）
- 513～517号机车的生产预算由昭和39年度第5次债务承担，因应东海道本线高速货物列车增发而制造，全部配属东京机关区[2]。
- 这批机车使用CS25A型电阻控制器和CS26A型励磁控制器。

第二次量产车（518～526、532～534）
- 518～526号机车的生产预算由昭和40年度第2次民有承担，为山阳本线广岛至幡生间货物列车完全无烟化而制造，全部配属吹田第二机关区。
- 532～534号机车的生产预算由昭和40年度第2次债务承担，为山阳本线广岛至幡生间货物列车完全无烟化而制造，全部配属东京机关区[3]。
- 这批机车使用CS29型电阻控制器。

### 1000番台（PF型）

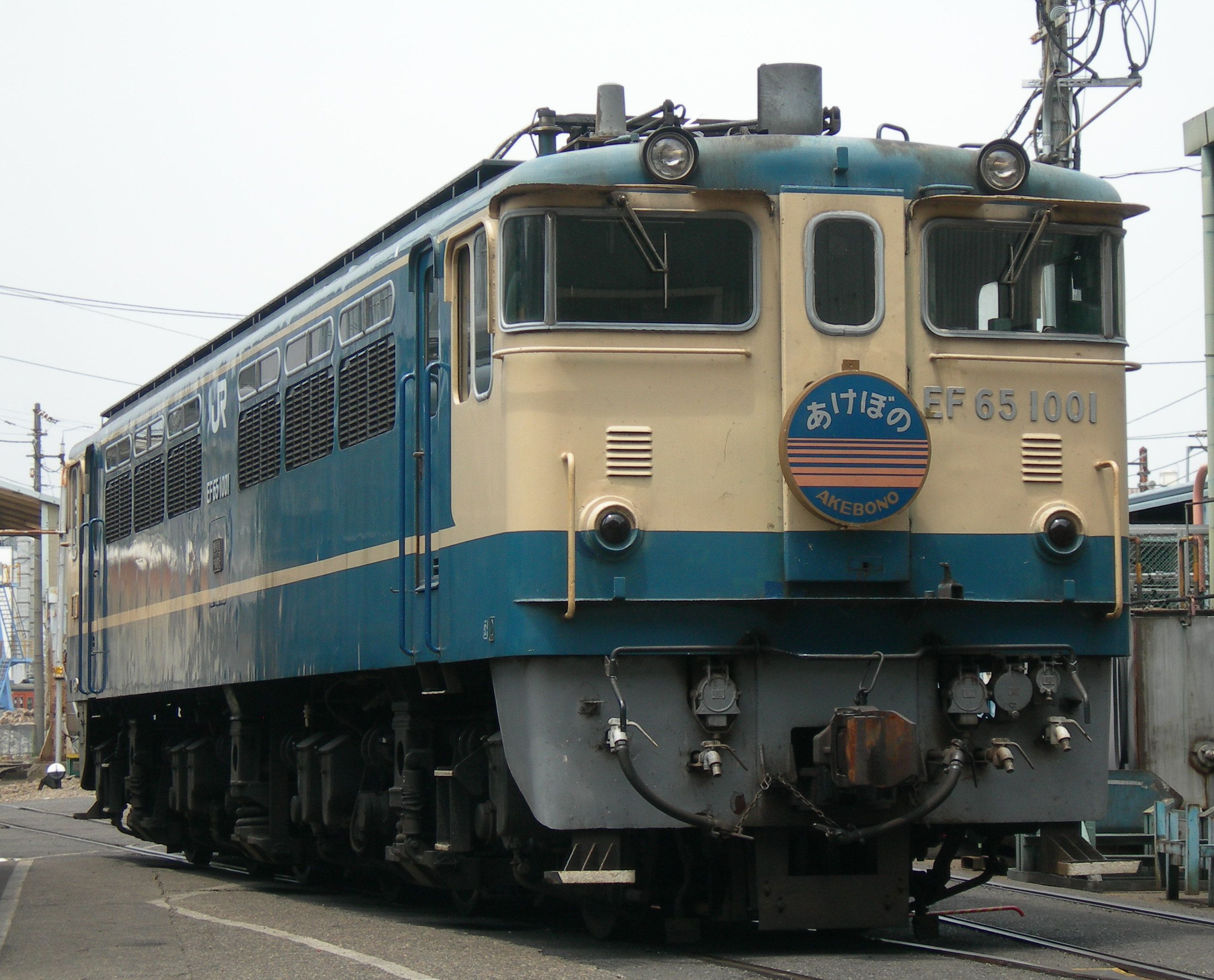
EF65 1001号机车

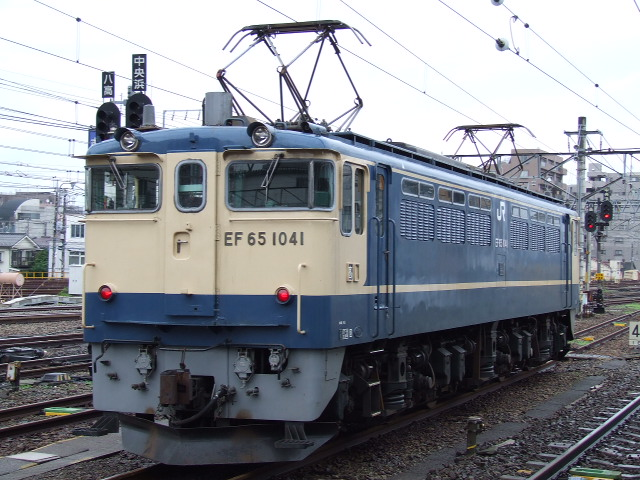
EF65 1041号机车

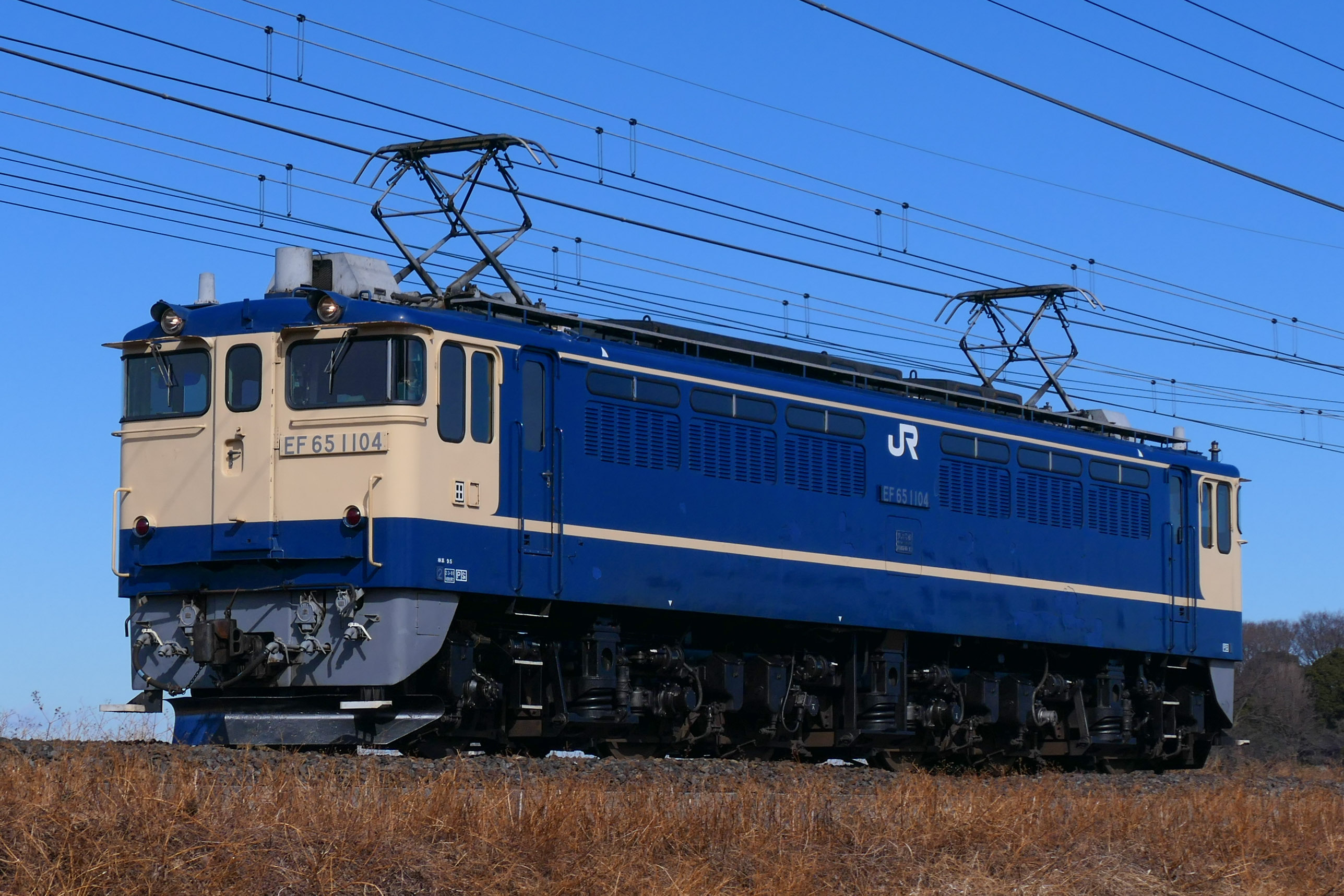
EF65 1104号机车

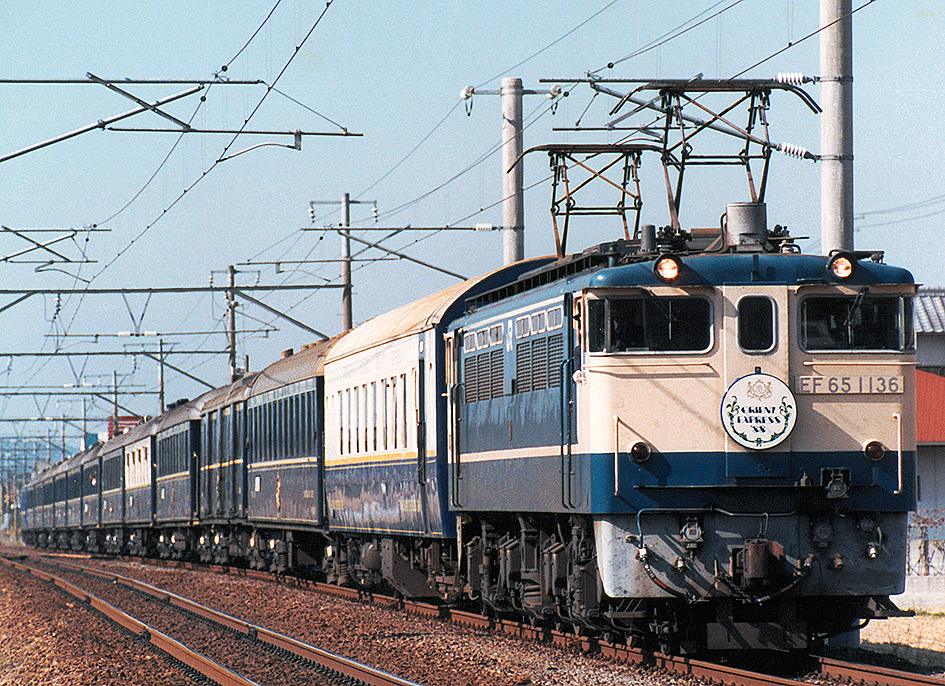
EF65 1136号机车牵引“东方快车'88”（1988年）

1969年至1979年间，共制造了139台客货运通用的EF65型1000番台电力机车，当中包括八个批次的车辆。该型机车又称为“PF型”机车，结合了“客运”（passenger）和“货运”（freight）英文的首字母。
考虑到寒冷地区机车重联运用的需要，EF65型1000番台机车采用了前端贯通型的设计，司机室前端中央设有一道贯通门。机车重联控制系统与500番台货运机车（F型）相同，但根据500番台机车在东北本线和上越線的运用经验作出了一些改良，例如采用了带有防冻结发热装置的KE70HD型电气连接器。而500番台机车所配备的密接式自动车钩和车钩复位装置，则没有在1000番台机车上出现。车辆涂装方面，1000番台机车采用了与500番台相同的卧铺特急涂装，机车正面亦设置了旅客列车标志的挂架。
第一次量产车（1001～1017）
- 1001～1017号机车的生产预算由昭和43年度第5次债务承担[9]，名义上因应东海道本线、山阳本线货物列车增发而制造，但实际上投入东北本线、上越线运用，全部配属新鹤见机关区[4]。
- 这批机车使用CS29A型电阻控制器和CS26C型励磁控制器。

第二次量产车（1018～1022）
- 1018号机车的生产预算由昭和44年度民有拨款承担，为运输新东京国际机场的建筑材料而制造，配属新鹤见机关区。
- 1019~1022号机车的生产预算由昭和44年度第2次债务承担，为配合大阪世博会旅客运输和吳線电气化而制造，全部配属广岛机关区[4]。
- 从这批机车开始取消了对应Kani22型电源车电动发电机的紧急开关，并增加了列车紧急停止装置（EB）、列车紧急防护装置（TE），以及前窗玻璃上方的冰柱切割板[9]。

第三次量产车（1023～1039）
- 1023~1031号机车的生产预算由昭和44年度第3次债务承担，1032~1039号机车的生产预算由昭和44年度第4次债务承担，因应吳線和高島線电气化及特急旅客列车增发、东北本线和高崎線货物列车增发、身延線电力机车换型而制造，其中1023～1025号机车配属下关运转所（日语：下関総合車両所），1026～1028号机车配属新鹤见机关区，1029～1039号机车配属宇都宫运转所（日语：宇都宮運転所）[4]。

第四次量产车（1040～1049）
- 1040~1049号机车的生产预算由昭和46年度国铁本预算承担，名义上因应飯田線电力机车换型、东北本线列车增发而制造，实际原因为东北本线货物列车增发，其中1040～1048号机车配属宇都宫运转所，而1049号机车初期因卧铺列车增发而暂时配属下关运转所，至1972年10月转配属宇都宫运转所[10]。
- 与之前三次量产车相比，这批机车作出了较大的改进，例如使用CS29B型电阻控制器和CS26D型励磁控制器，司机室内加装风扇，取消尾灯上方的司机室通风孔，更改了尾灯外形，取消了KE59型电气连接器（但仍然保留了空插座）。

第五次量产车（1050～1055）
- 1050~1055号机车的生产预算由昭和46年度第3次债务承担，因应山阳本线的运输高峰而制造，全部配属下关运转所[10]。
- 这批机车使用CS29C型电阻控制器，并封闭了取消KE59型电气连接器后遗留的空插座。

第六次量产车（1056～1091）
- 1056~1068号机车的生产预算由昭和50年度第3次债务承担，1069~1091号机车的生产预算由昭和51年度第1次债务承担，为淘汰首都圈地区旧型电力机车而制造，全部配属新鹤见机关区[10]。
- 这批机车提高了电器设备和电气线路的防火安全和阻燃性能，避雷器由LA15B型更改为LA15D型，受电弓由PS17型（菱形）更改为PS22B型（下框架交叉式），从1069号机车开始采用静音涡轮式MH91I-FK102型电动通风机。

第七次量产车（1092～1118）
- 1092~1118号机车的生产预算由昭和52年度第1次债务承担，名义上因应紀勢本線电气化开业和淘汰旧型电力机车而制造，实际上是为了置换出各地的500番台客运机车（P型）。1092～1095号机车配属下关运转所，1096～1116号机车配属东京机关区，1117～1118号机车配属新鹤见机关区[11]。
- 由于没有在高寒地区运用的需要，这批机车取消了除雪型排障器、砂管加热装置、汽笛外罩等防寒设备，但仍然保留了前窗玻璃上方的冰柱切割板。

第八次量产车（1119～1139）
- 1119~1139号机车的生产预算由昭和53年度第1次债务承担，为替代牵引关西地区卧铺列车的EF58型电力机车而制造，1119～1128号机车配属下关运转所，1129～1139号机车配属宮原机关区（日语：宮原総合運転所）[11]。
- 由于这批机车最初主要担当关西至九州间卧铺旅客列车的牵引任务，因此出厂时均没有安装除雪型排障器、汽笛外罩等防寒设备，但部分机车转往其他地区运用后又追加了相关设备。

## 运用历史

### 国铁时代

#### 早期运用
| EF65型电力机车配属表（1968年4月） | EF65型电力机车配属表（1968年4月） | EF65型电力机车配属表（1968年4月）          | EF65型电力机车配属表（1968年4月） | EF65型电力机车配属表（1968年4月） |
| 配属区所                          | 车型                              | 机车编号                                   | 数量                              | 共计                              |
| --------------------------------- | --------------------------------- | ------------------------------------------ | --------------------------------- | --------------------------------- |
| 东京机关区                        | 一般型                            | 60 - 64                                    | 5                                 | 22                                |
| 东京机关区                        | P型                               | 501 - 512、527 - 531                       | 17                                | 22                                |
| 新鹤见机关区                      | 一般型                            | 36 - 45、53 - 59                           | 17                                | 17                                |
| 稻泽第二机关区                    | 一般型                            | 17 - 35、46、47、51、 52、65 - 70、77 - 84 | 37                                | 37                                |
| 吹田第二机关区                    | 一般型                            | 1 - 16、48 - 50、71 - 76                   | 25                                | 42                                |
| 吹田第二机关区                    | F型                               | 513 - 526、532 - 534                       | 17                                | 42                                |

| EF65型电力机车配属表（1979年） | EF65型电力机车配属表（1979年） | EF65型电力机车配属表（1979年）                                          | EF65型电力机车配属表（1979年） | EF65型电力机车配属表（1979年） |
| 配属区所                       | 车型                           | 机车编号                                                                | 数量                           | 共计                           |
| ------------------------------ | ------------------------------ | ----------------------------------------------------------------------- | ------------------------------ | ------------------------------ |
| 宇都宫运转所                   | PF型                           | 1001 - 1051                                                             | 51                             | 51                             |
| 东京机关区                     | F型                            | 527 - 531                                                               | 5                              | 26                             |
| 东京机关区                     | PF型                           | 1096 - 1116                                                             | 21                             | 26                             |
| 新鹤见机关区                   | P型                            | 505 - 512                                                               | 8                              | 52                             |
| 新鹤见机关区                   | F型                            | 535 - 542                                                               | 8                              | 52                             |
| 新鹤见机关区                   | PF型                           | 1056 - 1091                                                             | 36                             | 52                             |
| 沼津机关区                     | P型                            | 501 - 504                                                               | 4                              | 4                              |
| 米原机关区                     | 一般型                         | 4                                                                       | 1                              | 13                             |
| 米原机关区                     | F型                            | 518 - 526、532-534                                                      | 12                             | 13                             |
| 稻泽第二机关区                 | 一般型                         | 17 - 37、46、47、51、52、 65 - 70、103 - 120、129、130                  | 51                             | 51                             |
| 吹田第二机关区                 | 一般型                         | 1 - 3、5、6、8 - 16、 38 - 45、48 - 50、53 - 64、 71 - 76、85 - 86、128 | 46                             | 51                             |
| 吹田第二机关区                 | F型                            | 513 - 517                                                               | 5                              | 51                             |
| 冈山机关区                     | 一般型                         | 87 - 102、121 - 127、131 - 135                                          | 28                             | 28                             |
| 广岛机关区                     | PF型                           | 1052 - 1055                                                             | 4                              | 4                              |
| 下关运转所                     | PF型                           | 1092 - 1095                                                             | 4                              | 4                              |

| EF65型电力机车配属表（1984年4月） | EF65型电力机车配属表（1984年4月） | EF65型电力机车配属表（1984年4月）                         | EF65型电力机车配属表（1984年4月） | EF65型电力机车配属表（1984年4月） |
| 配属区所                          | 车型                              | 机车编号                                                  | 数量                              | 共计                              |
| --------------------------------- | --------------------------------- | --------------------------------------------------------- | --------------------------------- | --------------------------------- |
| 东京机关区                        | 一般型                            | 17                                                        | 1                                 | 28                                |
| 东京机关区                        | P型                               | 501、502                                                  | 2                                 | 28                                |
| 东京机关区                        | PF型                              | 1089 - 1091、1096 - 1116、1118                            | 25                                | 28                                |
| 田端运转所                        | PF型                              | 1003、1006 - 1051                                         | 47                                | 47                                |
| 新鹤见机关区                      | P型                               | 505 - 512、539 - 542                                      | 12                                | 57                                |
| 新鹤见机关区                      | F型                               | 527、528、536 - 538                                       | 5                                 | 57                                |
| 新鹤见机关区                      | PF型                              | 1004、1005、1052 - 1088、1117                             | 40                                | 57                                |
| 沼津机关区                        | 一般型                            | 2 - 4、6、85 - 87、128                                    | 8                                 | 17                                |
| 沼津机关区                        | P型                               | 503、504                                                  | 2                                 | 17                                |
| 沼津机关区                        | F型                               | 513 - 519                                                 | 7                                 | 17                                |
| 稻泽第二机关区                    | 一般型                            | 5、18 - 37、46、47、51、52、 65 - 70、103 - 120、129、130 | 55                                | 65                                |
| 稻泽第二机关区                    | F型                               | 520 - 526、532 - 534                                      | 10                                | 65                                |
| 吹田第二机关区                    | 一般型                            | 1、8 - 16、38 - 45、48 - 50、 53 - 64、71 - 76            | 37                                | 37                                |
| 宮原机关区                        | PF型                              | 1001、1128 - 1139                                         | 13                                | 13                                |
| 岡山机关区                        | 一般型                            | 88 - 102、121 - 127、131 - 135                            | 27                                | 27                                |
| 下关运转所                        | PF型                              | 1002、1092 - 1095、1119 - 1127                            | 14                                | 14                                |

1965年，因应货物列车增发的需要，EF65型基本番台电力机车开始投入中央本线、山阳本线、东海道本线运用。同年10月1月国铁运行图调整，EF65型500番台客运机车（P型）作为EF60型500番台的后继车型，开始在东海道、山阳本线担当五对“九州蓝色列车”（东京至下关间）和一对“晓号”卧铺特急列车（新大阪至下关间）的牵引任务。在正式担任“蓝色列车”本务机车之前，EF65型500番台机车曾经在同年8月25、26日率先在“富士号”列车投入试运转。
当时，首批12台P型机车（501～512）均配属东京机关区，所有机车皆投入日常运用而没有后备机车，因此同时期制造的首批500番台货运机车（F型，513～517）初期首先配属东京机关区并与P型机车共同运用，而另外五台基本番台机车（60～64）亦配属到东京机关区，以缓解机车运用紧张的状况。1966年3月25日国铁运行图调整后，第二批P型机车（527～531）配属东京机关区，而F型机车则转配属吹田第二机关区。1968年10月，为了应付卧铺特急列车增发的牵引需要，8台基本番台机车被改造成P型机车（535～542）并配属到东京机关区。
1966年10月国铁运行图调整，开行了两对由10000系货车组成的特急鲜鱼货物列车，由吹田第二机关区所属的F型机车担当牵引任务，当牵引定数为600吨以下时采用单机牵引，当牵引定数为600～1000吨时采用双机牵引。至1968年10月，随着专门牵引高速货物列车的EF66型电力机车登场，部分F型机车转配属新鹤见机关区，并投入东北本线和上越线运用，主要牵引东北至北海道方向的特急货物列车。因应寒冷地区的使用需要，部分车辆加装了冰柱切割板、汽笛外罩、除雪式排障器等简易耐雪耐寒设备。
1969年，由于东北本线黑矶以北区段完成交流电气化，上野至黑矶之间直流电气化区段需要一种客货运通用的直流电力机车。因此，EF65型1000番台机车（PF型）首先配属新鹤见机关区，后来又集中配属到宇都宫运转所，置换出东北本线和上越线的F型机车。1970年7月1日，上野至青森的“曙号”卧铺特急列车改为定期开行，并使用宇都宫运转所的PF型机车担当上野至黑矶之间的牵引任务，这是EF65型1000番台电力机车首次牵引蓝色列车。同时，由于P型机车的数量不足以应付需要，新大阪至宫崎的“彗星号”列车亦改由下关运转所所属的PF型机车担当牵引任务。从1970年起，随着机车运用紧张的情况得到改善，以东海道、山阳本线为运用中心的EF65型电力机车，亦开始投入到山手货物线、宇野线、赤穗線、冈多线运用，主要用于牵引高速货物列车B以下等级的货物列车。

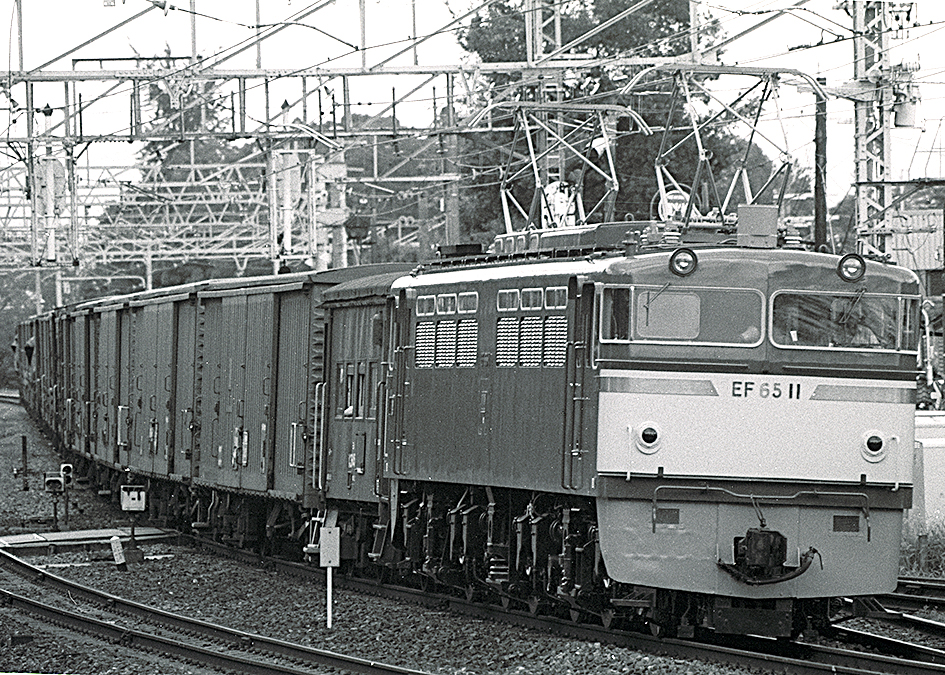
EF65型电力机车牵引货物列车（1983年）

1972年3月15日国铁运行图调整，为了提高山阳本线的区间通过能力，日本国铁采取缩小客货列车速度差的办法，对山阳本线在深夜时间的最高速度限制降为95公里/小时，因此“晓号”、“彗星号”和“日本海号”三对卧铺特急列车得以再次恢复使用EF58型电力机车牵引。EF58型电力机车逐步进行加装对应20系客车的总风管的改造过程中，还使用了下关运转所配属的F型机车作为补充。1972年10月2日以后，这三对卧铺特急列车的牵引任务均改由EF58型电力机车担当。此后，由于东京机关区产生了富余的P型机车，加上下关运转所开始对EF65型电力机车集中进行转向架检查，同年9月至10月期间原配属东京机关区的501～504号机车转配属下关运转所。
1978年7月28日起，东京机关区开始配属新造的EF65型1000番台机车（PF型），置换出原本配属的500番台机车（P型）。同年10月2日国铁运行图调整，东京机关区的PF型机车开始担当8对在东京车站到发的卧铺特急列车的牵引任务。1984年2月1日国铁调图后，东北方向的旅客列车牵引任务由宇都宫运转所移交田端运转所。至此，东京机关区（共计8对）、宫原机关区（共计5对）、下关运转所（共计3对）、田端运转所（共计3对）担当的大多数卧铺特急列车，皆使用EF65型1000番台电力机车作为本务机车。随着1000番台机车大量投入运用，500番台机车则转为牵引东海道、山阳本线的普通货物列车。

#### 国铁末期

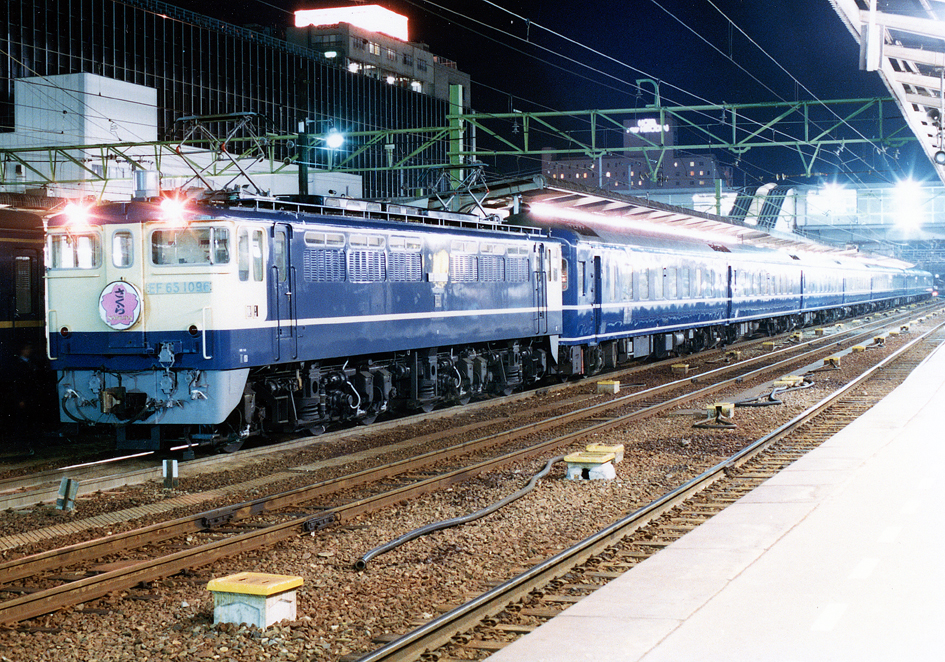
EF65 1096号机车牵引“樱号”卧铺特急列车（1984年）

1985年，由于日本国铁缩减货运及行包业务规模，致使EF66型电力机车出现富余；另外，因为“隼号”列车编组中加挂一节酒吧车，令EF65型电力机车的功率不足以应付牵引需要。因此，从同年3月14日国铁运行图调整开始，“樱号”、“隼号”、“朝风号”、“瑞穗号”、“富士号”列车在东京至下关之间改由EF66型电力机车牵引。同时，东京机关区和宫原机关区配属的EF65型电力机车，全部分别转配属新鹤见机关区和吹田机关区；原由东京机关区担当的牵引任务改由新鹤见机关区担当，原由宫原机关区担当的牵引任务改由新鹤见机关区和下关运转所担当。至此，由EF65型电力机车所牵引的东海道、山阳本线旅客列车只余下5对（卧铺特急3对、急行2对），而东北方向的旅客列车则增加至2对。
1986年11月起，为了预备即将实施的國鐵分割民營化，日本国铁对EF65型电力机车进行大范围的配属调度。如上所述，东京机关区所属机车全部转配属新鹤见机关区；JR东日本所属的PF后期型机车集中配属到田端运转所，而置换出来的大多数PF早期型机车被移交JR货物，并转配属到新鹤见机关区。宫原机关区所属机车全部转配属吹田机关区，JR西日本所属的PF型机车集中配属到下关运转所。此外，原本分散在沼津机关区、稻泽第二机关区、高崎第二机关区的F型机车，则全部集中配属到高崎第二机关区，用来替换和淘汰该机关区的EF60型电力机车。

### 民营化后
1987年4月1日国铁分割民营化后，尚存的269台EF65型电力机车（基本番台88台、500番台（P型）25台、500番台（F型）17台、1000番台（PF型）139台）被東日本旅客鐵道（JR东日本）、東海旅客鐵道（JR东海）、西日本旅客鐵道（JR西日本）、日本貨物鐵道（JR货物）继承。
| 企业           | 配属           | 机车编号 | 共计 | 共计       |
| -------------- | -------------- | --- | ---- | ---------- |
| JR東日本       | 高崎运转所     | 501 | 1    | 42         |
| JR東日本       | 田端运转所     | 1011、1013 - 1030、1052、1053、1098 - 1116、1118                                                                         | 41   | 42         |
| JR東海         | 名古屋南车辆区 | 105、106、110 - 112 | 5    | 5          |
| JR西日本       | 下关运转所     | 123、1093 - 1095、1119 - 1137                                                                                            | 23   | 23         |
| JR貨物         | 高崎机关区     | 43、53、502 - 537 | 38   | 199        |
| JR貨物         | 新鹤见机关区   | 538 - 542、1001、1002、1004、1005、1031 - 1051、1054 - 1091、1096、1097、1117                                            | 71   | 199        |
| JR貨物         | 稻泽机关区     | 19、22、24、25、27 - 32、34 - 37、47、67、68、85 - 87、103、104、107、108、113 - 120、128 - 130、1003、1006 - 1010、1012 | 42   | 199        |
| JR貨物         | 吹田机关区     | 50、54 - 63、71 - 76、1092、1138、1139                                                                                   | 20   | 199        |
| JR貨物         | 冈山机关区     | 49、64、88 - 102、121、122、124 - 127、131 - 135                                                                         | 28   | 199        |
| 国铁清算事业团 | 国铁清算事业团 | 1 - 6、8 - 10、14、17、18、20、21、23、26、33、38、44、46、51、52、66、69、70                                            | 25   | （已除籍） |

#### JR东日本

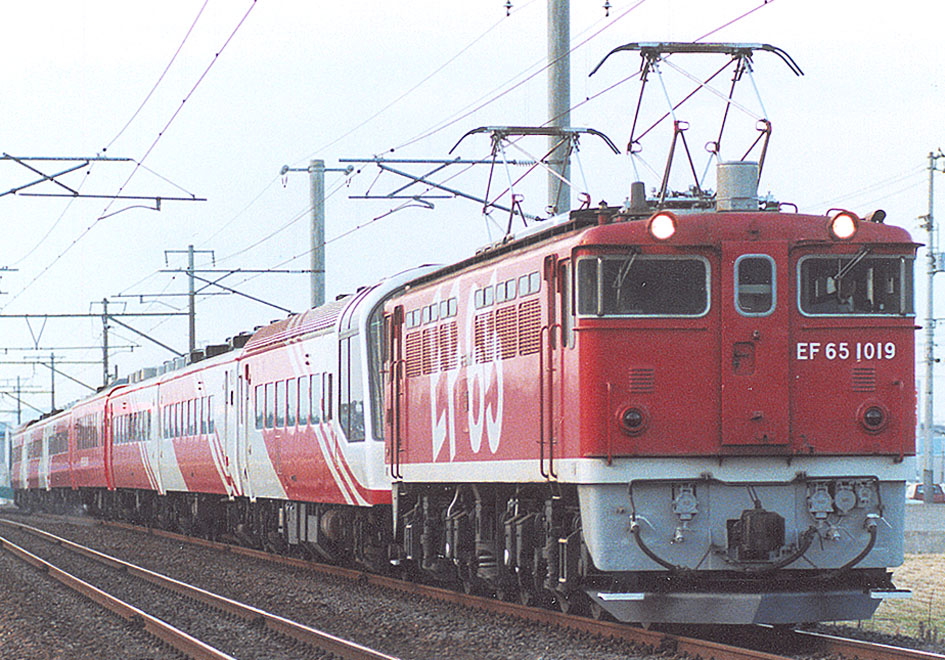
EF65 1019号机车牵引“超特快彩虹号列车”列车（1989年）

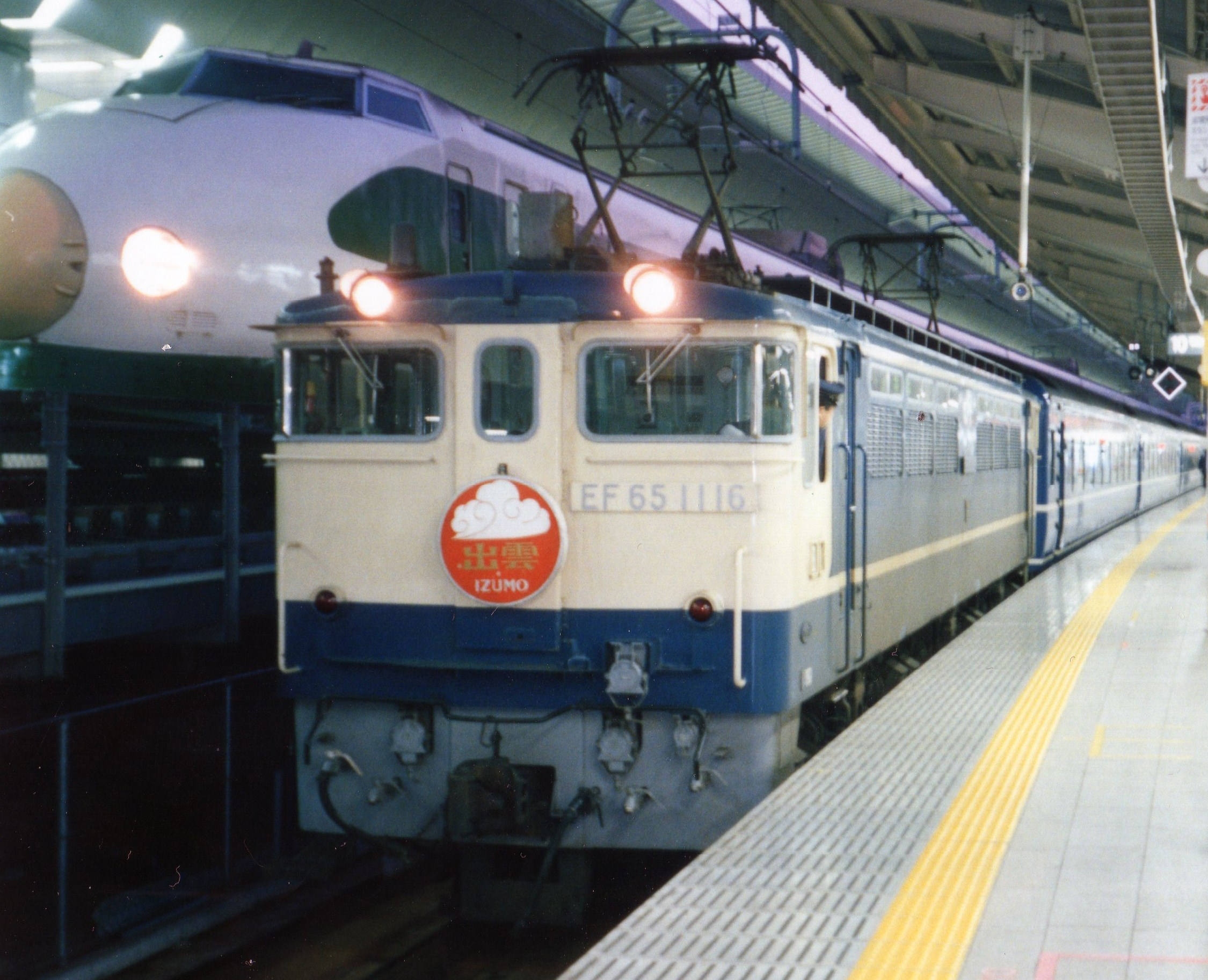
EF65型电力机车牵引“出云号”特急列车（1997年）

1987年，JR东日本继承了1台500番台（P型）和41台1000番台（PF型）机车，分别配属高崎运转所和田端运转所。当时，JR东日本使用EF65型电力机车担当11对旅客列车的牵引任务，其中东海道、山阳本线方向6对、东北本线方向5对。但从1980年代末开始，随着列车运行方案的多次改变，JR东日本的EF65型电力机车的使用范围也变得越来越小。
1988年3月全国铁路运行图调整，“曙号”列车开行对数减少至每日两对。1990年9月，“津轻号”列车改以交直流两用的583系电力动车组担当，另外一对“曙号”列车变更运行路線并改名为“乌海号”。1993年12月，“曙号”列车的牵引任务改由EF81型电力机车担当，而“八甲田号”列车由定期列车改为临时列车，EF65型电力机车亦不再担当东北本线方向旅客列车的牵引任务。
1997年10月，“筑摩号”列车改为使用JR东海383系电力动车组。1998年7月，其中一对“出云号”和“濑户号”列车改为使用JR西日本285系電力動車組。1995年至2001年间，由于机车运用大幅减少，JR东日本将其中23台PF型机车报废，并将另外2台机车转售予JR货物。
2000年3月，“彗星号”列车开始与“晓号”列车合并运转，在京都至下关之间改由EF66型电力机车牵引。自此，JR东日本的EF65型电力机车仅主要用于牵引“出云号”和“银河号”列车，直到这两对卧铺列车分别于2006年3月和2008年3月停运为止，EF65型电力机车才不再牵引定期列车。
2005年秋季至2007年底期间，由于JR货物当中已装备ATS-PF安全装置的EF65型电力机车数量不足，JR货物向JR东日本租借了包含501号机车在内的几台机车，担当货物列车的牵引任务。2006年至2008年间，JR东日本又报废了8台EF65型电力机车。
截至2023年4月10日，JR东日本仍然拥有4台EF65型电力机车，包括501（配属高崎车辆中心高崎支所）、1102、1103、1115号机车（配属田端运转所），主要用于牵引工务列车和回送列车等临时列车车。

#### JR东海

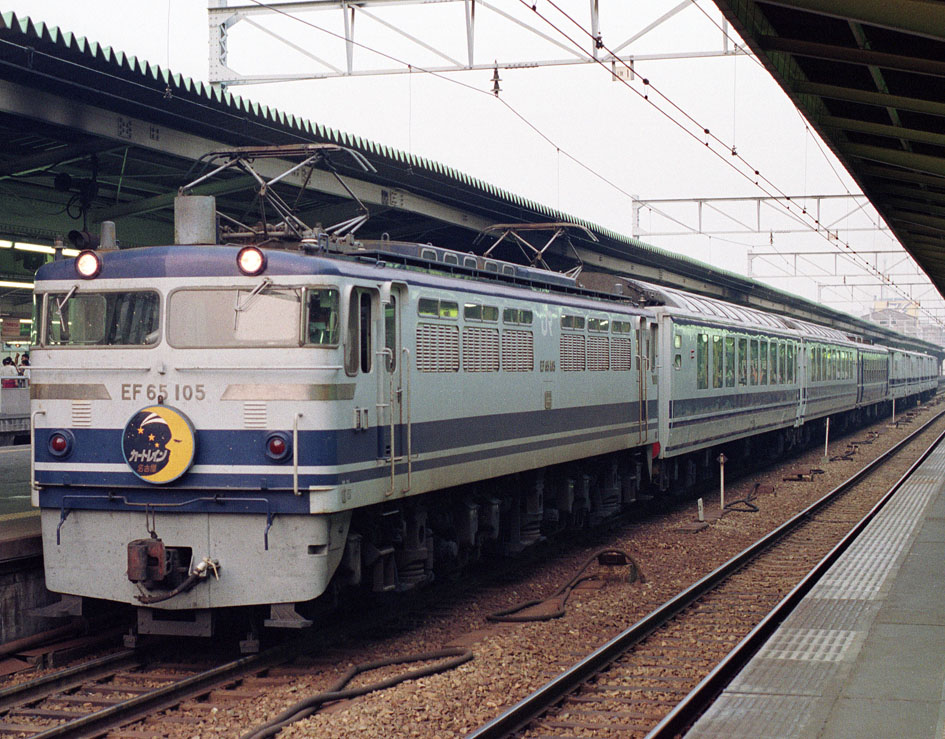
EF65 105号机车牵引“Euroliner”列车（1988年）

1987年，JR东海继承了5台EF65型基本番台电力机车，主要用来牵引由12系客车改造而成的“Euroliner”欧风欢乐列车，其中105、106、112号机车还披上了“Euroliner”特别涂装。当时全部配属于名古屋車輛所，后来至1988年3月转配属静冈车辆区。
105号机车于1996年2月29日报废，110号机车于1998年3月31日报废，106号机车亦在2000年3月31日报废。2005年4月，JR东海“Euroliner”列车停运报废之后，尚存的EF65型电力机车主要用于牵引工务列车。2007年，111、112号机车分别于11月28日和12月3日报废，EF65型电力机车自此正式从JR东海的车辆编制中消失。

#### JR西日本

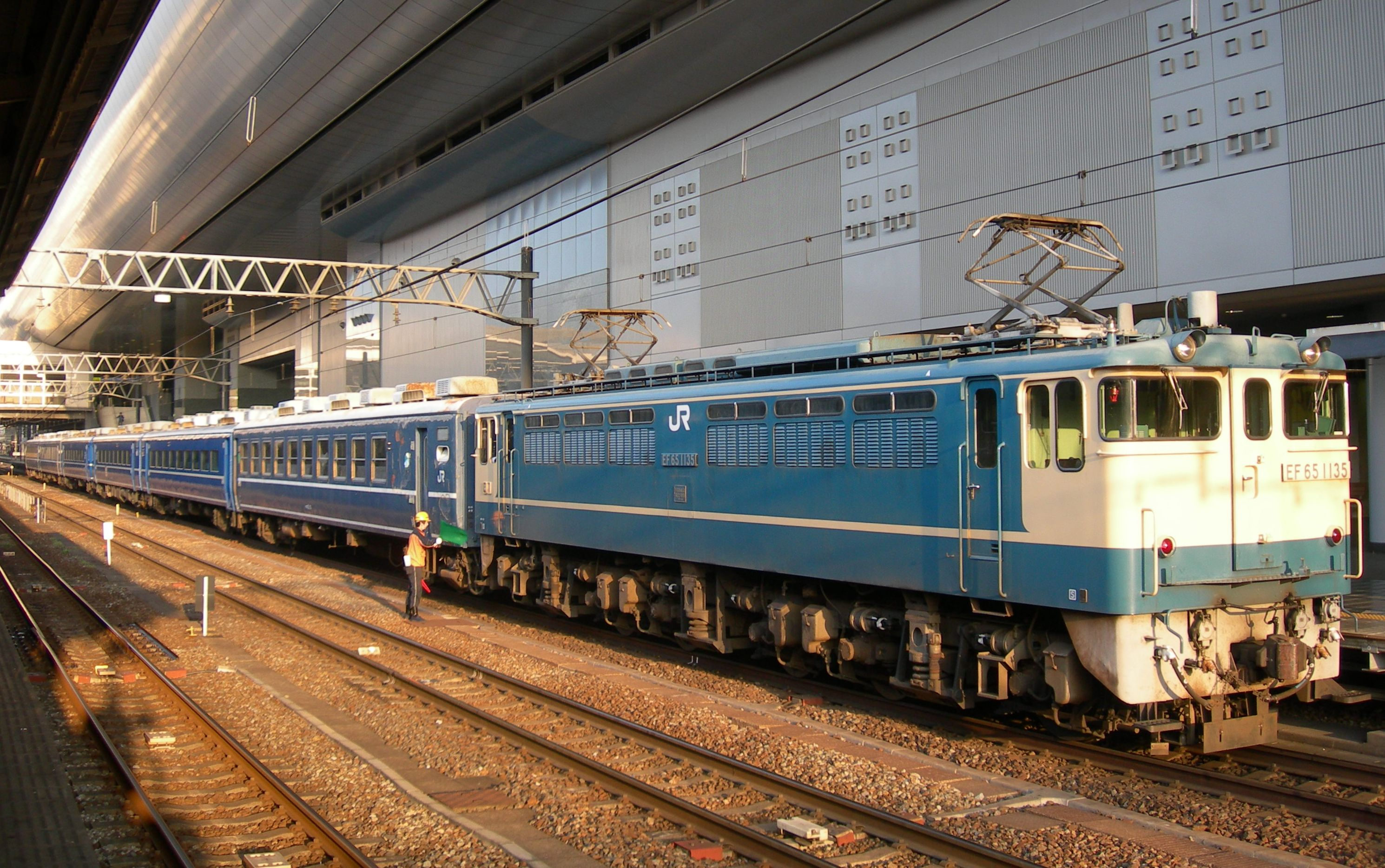
EF65型电力机车牵引“月光松山·高知”临时列车

1987年，JR西日本继承了1台基本番台和22台1000番台（PF型）机车，全部配属下关运转所（今下关综合车辆所），主要担当“那霸号”、“晓号”卧铺特急列车在新大阪至下关间的牵引任务，也用来牵引东海道、山阳本线的临时列车和工务列车。1988年3月13日，唯一一台基本番台机车（123）转配属冈山运转所，作为“YOUYOU沙龍岡山”欧风欢乐列车的专用机车。
2000年3月11日起，“晓号”列车开始与“彗星号”列车合并运转，在京都至下关之间改由EF66型电力机车牵引。2005年10月1日起，由于往来京都和南宫崎的“彗星号”列车停运，“那霸号”列车开始与“晓号”列车合并运转，同样改为使用EF66型电力机车牵引。JR西日本的EF65型电力机车退出定期运用之后，主要用来牵引“月光山阳号”、“月光九州号”、“月光高知号”、“月光松山号”等临时旅客列车。
2000年至2007年间，由于机车利用率逐渐减少，JR西日本将其中10台PF型机车转售予JR货物。由于车辆设备老化，123号机车于2002年8月31日报废，1125号机车亦在2008年停运报废。
截至2023年4月1日，JR西日本仍然拥有10台EF65型电力机车，包括1120、1124、1126、1128、1130～1135号机车，其中1台入駐冈山电车区，4台入駐网干综合车辆所宫原支所和吹田综合车辆所京都支所。网干综合车辆所和冈山综合车辆所的EF65型电力机车主要用来牵引回送列车和临时团体列车。

#### JR货物
| JR货物EF65型电力机车配属表（1997年4月） | JR货物EF65型电力机车配属表（1997年4月） | JR货物EF65型电力机车配属表（1997年4月）                                                                             | JR货物EF65型电力机车配属表（1997年4月） | JR货物EF65型电力机车配属表（1997年4月） |
| 配属                                    | 车型                                    | 机车编号 | 数量                                    | 共计                                    |
| --------------------------------------- | --------------------------------------- | --- | --------------------------------------- | --------------------------------------- |
| 新鹤见机关区                            | PF型                                    | 1001 - 1007、1040、1043 - 1051、 1054 - 1092、1096、1097、1117、 1138、1139                                         | 61                                      | 61                                      |
| 高崎机关区                              | 一般型                                  | 28、31、38、46、49、50、53、 54、56、58 - 62、86、 113、115、117 - 119                                              | 20                                      | 62                                      |
| 高崎机关区                              | P型                                     | 502 - 512、528、530、531、 535 - 537、539 - 542                                                                     | 21                                      | 62                                      |
| 高崎机关区                              | F型                                     | 513 - 520、523、524、526、532                                                                                       | 12                                      | 62                                      |
| 高崎机关区                              | PF型                                    | 1009、1034 - 1039、1041、1042                                                                                       | 9                                       | 62                                      |
| 岡山机关区                              | 一般型                                  | 17、19、21、35、36、47、52、55、 57、64、66 - 68、70 - 76、85、 87 - 104、107、108、114、116、 120 - 122、124 - 130 | 53                                      | 59                                      |
| 岡山机关区                              | PF型                                    | 1008、1010、1012、1031 - 1033                                                                                       | 6                                       | 59                                      |

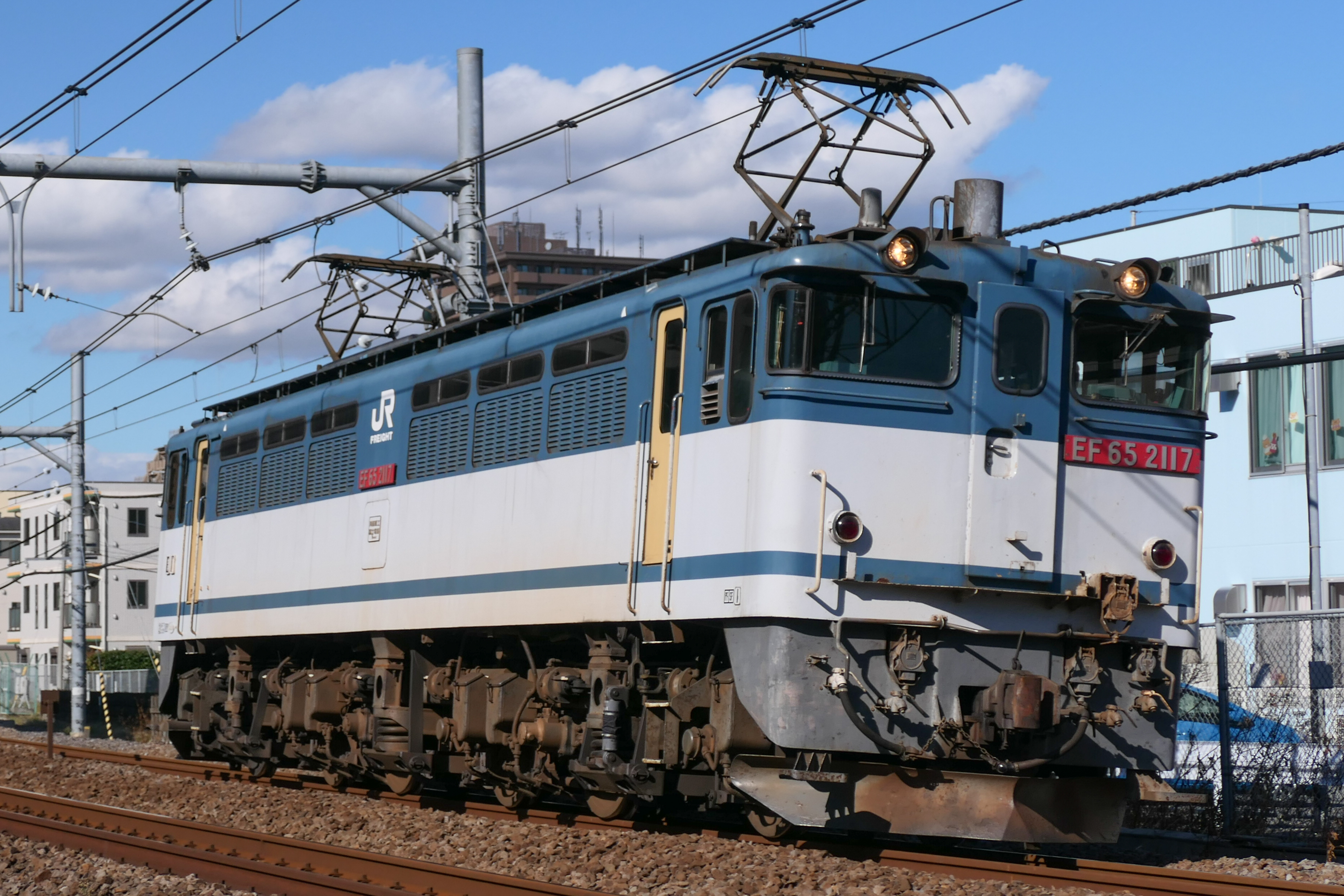
JR货运彩色EF65型电力机车

1987年，JR货物继承了199台EF65型电力机车，分散配属于高崎机关区、新鹤见机关区、稻泽机关区、吹田机关区和冈山机关区。1988年，由于货物列车增发导致机车运用紧张，JR货物从国铁清算事业团购入了16台已除籍的基本番台机车，并将其恢复车籍及配属广岛机关区投入运用。
1989年起，随着新造的EF66型100番台电力机车开始配属吹田机关区，JR货物的EF65型1000番台、500番台机车分别集中配属到新鹤见机关区、高崎机关区。同年，JR货物开始对EF65型电力机车分批进行更新改造，以延长电力机车的使用寿命。1990年至1991年间，由于EF66型电力机车配属数量增加，吹田机关区和广岛机关区的EF65型电力机车全部转出。
1992年，由于新一代的EF200型电力机车投入运用，部分状况较差的EF65型电力机车首先被报废。同年，予讃線的货物列车开始使用EF65型电力机车牵引，新鹤见机关区的7台PF型机车转配属冈山机关区。1994年5月，稻泽机关区与稻泽货车区合并，配属车辆全部转属新设立的爱知机关区。1997年，爱知机关区的EF65型电力机车全部转出，分别转配属高崎机关区、新鹤见机关区和冈山机关区。
至1990年代末，高崎机关区的EF65型电力机车主要担当东北本线、高崎线的货物列车牵引任务，新鹤见机关区所属机车主要牵引关东圈、东海道本线、山阳本线乃至四国地区的货物列车，而冈山机关区则主要服务以名古屋至下关一带的西日本地区。2002年11月末，四国地区的货物列车牵引任务改由冈山机关区担当。
2008年3月全国铁路运行图调整，JR东日本管内线路开始使用ATS-P防护系统，高崎机关区的EF65型基本番台、500番台电力机车全部停运。至此，JR货物拥有的500番台机车已全部脱离运用，除了535号机车获得保留外其余机车均被报废。高崎机关区的部分基本番台机车转配属冈山机关区。2009年3月，随着EH200型电力机车投入上越线运用，置换出来的EF64型1000番台机车也逐渐承担了原本由EF65型1000番台机车担当的货物列车牵引任务，高崎机关区的所有EF65型电力机车转配属冈山机关区和新鹤见机关区。
2011年3月调图之后，JR货物将EF65型电力机车全部集中配属新鹤见机关区，冈山机关区不再配属EF65型电力机车。同时，只有已安装ATS-PF防护系统的电力机车才能继续运用，因此所有EF65型基本番台机车脱离运用。此外，仅存的EF65型1000番台机车的运用范围也有所变化，不再担当山陽本線岡山以西的牵引任务外，并恢复了東海道本線吹田信号场至米原之间的定期运用。
根据2013年3月实施的铁路运行图，JR货物的EF65型电力机车除了承担東北本線（黑磯以南）、高崎線、鹿島線的货物列车牵引任务外，亦在东海道本线、山阳本线（冈山以东）以及予讃線投入定期运用。

## 技術特點

### 总体布置

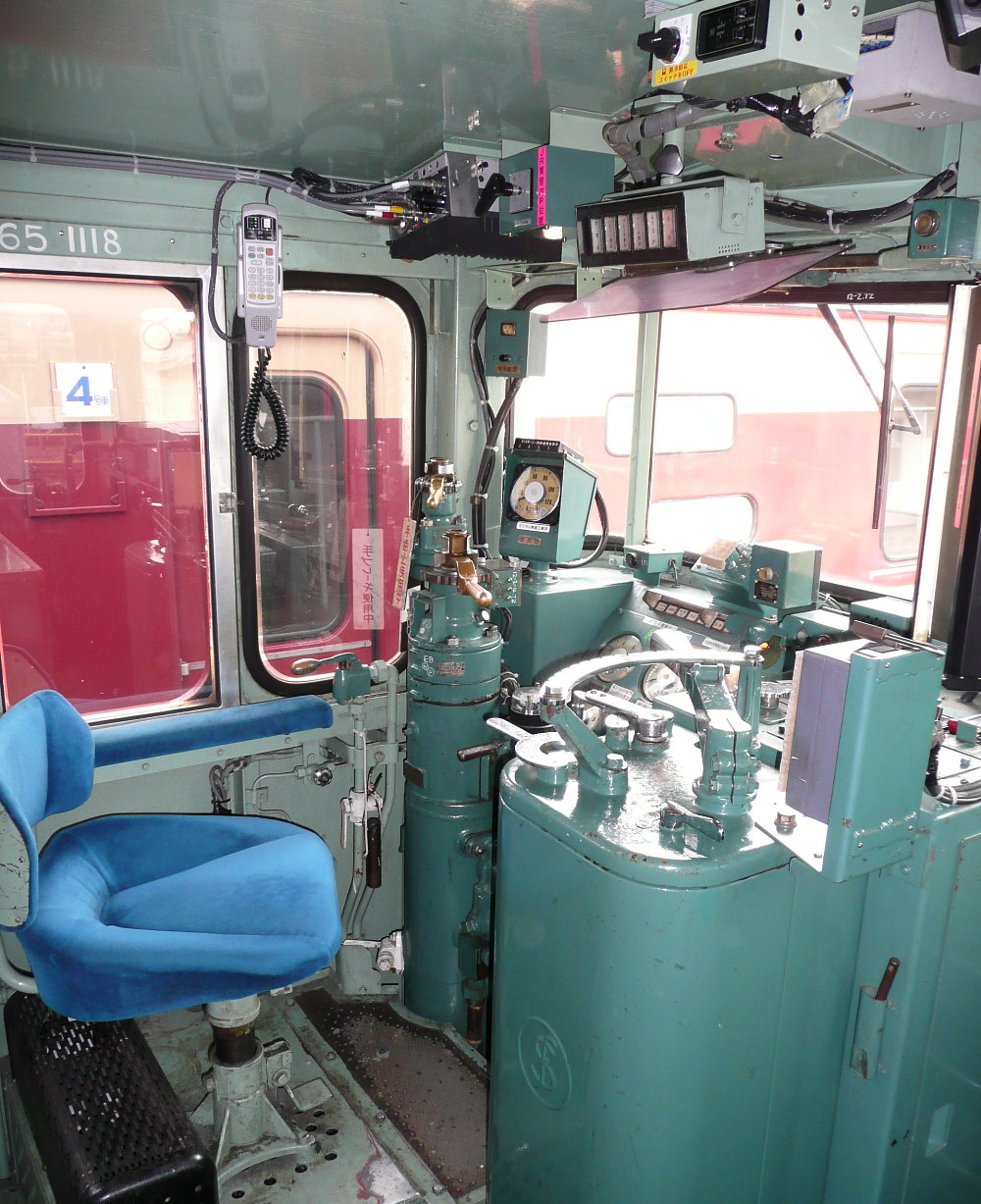
EF65型1000番台机车的司机室内部

#### 车体结构
EF65型电力机车是客货运通用的直流电力机车，适用于1500伏直流电气化铁路。车体结构和总体布置与EF60型电力机车第四批量产车基本相同。车体采用整体承载式全钢焊接结构，车体长度为15700毫米，略短于EF62、EF64型电力机车。运转整备重量为96吨，其中车体中梁及车体内部分别设置了5吨、3.4吨的压铁配重。

#### 司机室
机车的两端各有一个司机室，司机室内机车运行方向的左侧设有司机操纵台，部分机车的前窗玻璃中央位置还设有除霜器，司机室两侧设有供乘务员乘降的车门，司机室上方车顶装有两盏密封光束灯式前照灯。基本番台及500番台机车的前端采用非贯通结构，并采用大面积前窗玻璃以改善司机的瞭望视野；而1000番台机车因考虑到机车重联运用的需要，机车两端采用了贯通型结构，司机室前端中央设有贯通门，以便乘务人员通过到另一台机车。

#### 设备布置
车体中部是设有各种机械及电气装置的机械室，并设有贯通式双侧内走廊连接两端司机室。机械室内从第一端至第二端方向，順序佈置有第一辅助机械室、控制电器室、电阻器室、第二辅助机械室。第一辅助机械室的上部设有电动发电机，下方設有第一电动通风机。控制电器室设有换向开关、牵引电动机隔离开关、接触器开关、辅助电路断路器、电量统计装置、励磁控制器等电器装置。电阻器室设有主电阻器、分流电阻器、电阻控制器、接触器开关等设备。第二辅助机械室设有电动空气压缩机、总风缸和第二电动通风机。车体两侧各设有六个采光玻璃窗和通风百叶窗。车顶安装有两台双臂式受电弓、高速断路器、避雷器等高压电气设备。

### 电气系统

#### 调速控制
EF65型电力机车是直—直流电传动的直流电力机车，机车通过超多段电阻调压、牵引电动机的串并联换接、以及磁场削弱控制来达到调速的目的。电阻调压系统包含了主电阻器及副电阻器，首先利用主电阻器实现多个大调压级，再于每个大调压级内利用副电阻器实现若干小调压级，降低了每个级位之间的电压变化，从而获得了相对平滑的调速性能。
除了电阻调压外，亦可以通过改变牵引电动机回路连接方式（串联、串—并联、并联），来改变牵引电动机的端电压。该项转换是通过主电阻控制器的串并联切换来进行的，并采用桥式换接电路以减少串并联换接过程中造成的牵引力冲击。此外，为扩大机车的恒功调速范围，还可以对牵引电动机施行四级磁场削弱。
通过超多段电阻调压配合牵引电动机的串并联换接，EF65型电力机车拥有多达142个调压级，实现了近似无级调压的控制特性。由于采用了自动化电动凸轮轴式电阻控制器，因此虽然机车增加了调压级位，但用来调速的司机控制器却被简化了。EF65型电力机车采用MC43型司机控制器，调速级位由EF60型电力机车的28位大幅减少至15位，其中包括低速缓行位4级、串联位1级、串并联位1级、串并联磁场削弱位4级、并联位1级、并联磁场削弱位4级。在机车研制过程中，曾经计划采用类似电力动车组的转轮式司机控制器，但考虑到零部件互换性和司机的使用习惯，EF65型电力机车仍然采用了传统的手把式司机控制器，但后来的EF66型电力机车则开始改用转轮式控制器。

#### 电阻控制器
与EF64型电力机车的电阻调压系统相比，EF65型电力机车进一步简化了机车主电路的结构和控制，使用CS25型电动凸轮轴式电阻控制器（包含主电阻及副电阻控制功能）及CS26型电动凸轮轴式励磁控制器。然而，CS25型电阻控制器将以往分开设置的主、副电阻控制器合并以节省成本，但由于主电阻器调压开关每转一位时，凸轮轴需要转动15°（容许误差5°）；当副电阻器进行级位转换时，有可能导致主电阻器凸轮轴转动超限而错误接通电路，造成接触器开关频繁发生烧损事故。
EF65型电力机车在批量生产过程中，对电阻控制器进行了多次改进以解决上述问题。从1966年制造的48号机车（第二批量产车）开始，改用CS25A型电阻控制器，加大了伺服电动机的的减速比，但问题仍然没有得到彻底解决。从1966年落成的73号机车（第三批量产车）开始，改为采用新设计的CS29型电阻控制器，将主、副电阻器调压开关的凸轮轴驱动系统分离，两者分别使用独立的伺服电动机来驱动，提高了控制器的工作可靠性和凸轮角度的准确性，另外还以硅整流器取代了控制继电器，提升了电阻控制器级位转换的响应性能。
此后，以前生产的EF65型电力机车陆续进行了电阻控制器的改造，通过追加独立伺服电动机的凸轮轴驱动系统，将原本的控制器改造为CS25B、CS25C型电阻控制器（性能与CS29型电阻控制器相当），取代了故障率较高的CS25、CS25A型电阻控制器；尤其需要重联牵引高速货物列车的500番台机车，被安排优先实施电阻控制器的改造。

#### 牵引电动机
每台机车装用六台MT52型四极串励直流牵引电动机（从85号机车开始改装MT52A型，从1119号机车开始改装MT52B型），这是日本国铁直流和交流电力机车通用的标准型牵引电动机，小时功率为425千瓦，额定电压为750伏特，额定电流为615安培，额定转速为每分钟860转，冷却方式为强迫通风。EF65型电力机车的小时功率为2550千瓦。

#### 轴重补偿
当机车牵引列车起动时，由于轮周牵引力与车钩处作用的列车阻力不在同一水平面，使前后转向架各轴载荷发生变化，称之为牵引力作用下的轴重转移。和EF62、EF64型电力机车一样，EF65型电力机车亦具有轴重转移电气补偿功能，以提高机车黏着重量利用率。电气补偿是根据各轴粘着重量的比例，在列车起动时通过励磁控制器的调节，对各轴牵引电动机实施不同程度的磁场削弱，从而使各轴的轮周牵引力趋于一致。

#### 辅助电路
EF65型电力机车采用直流电传动的辅助电路系统，主要辅助机械设备均采用直流电动机驱动，输入电压为1500伏特。主电阻器通风机和牵引电动机通风机共用两台MH91A-FK34A型电动通风机（从1069号机车开始改用静音型涡轮风扇的MH91I-FK102型电动通风机），其中第一至第四号牵引电动机共用一台通风机，第五及第六号牵引电动机和主电阻器共用另一台通风机，通风机额定功率为2×20千瓦，供风量为每分钟2×170立方米。空气压缩机使用一台MH92B-C3000型电动压缩机，额定功率为15千瓦。

#### 控制电路
EF65型电力机车在照明和控制电路系统方面和EF64型电力机车完全相同。过往的EF62、EF63型电力机车都是利用一台直流电动发电机，向控制电路、照明电路和蓄电池供应100伏特直流电。但考虑到控制电路的无触点化和低压交流照明灯具的使用，EF64、EF65型电力机车改为装用一台MH81B-DM44B型二相交流电动发电机，能够与同时期的新型电力动车组互换通用，该电动发电机用于将直流电转换成交流电，额定容量为5千伏安，额定频率为60赫兹，直接为照明电路提供24伏特、50伏特、100伏特交流电，并可以通过整流器为控制电路和蓄电池为提供100伏特直流电。

### 转向架
机车走行部为三台二轴摇枕式转向架，包括两台DT115B型两端转向架和一台DT116C型中间转向架，是在EF60型电力机车所使用的DT115A、DT116A型转向架的基础上改良而成。
构架采用“日”字形的钢板焊接结构，轴箱采用两个圆筒型橡胶装置的弹性定位结构，转向架固定轴距为2800毫米。转向架采用带有摇枕机构的全旁承支重结构，车体全部重量通过六组旁承弹簧坐落在三台转向架上。一系悬挂为轴箱顶端两个并列的螺旋弹簧组，二系旁承悬挂采用每侧一个螺旋圆弹簧组，一系及二系弹簧每组均由内、外圈弹簧各一个组成，而两端转向架并设有垂向油压减震器。
牵引力和制动力通过下心盘低位牵引装置传递，降低了牵引点高度并抑制轴重转移。中间转向架和车体之间通过摇枕吊杆作用，可实现一定程度的横向位移以便通过曲线。
牵引电动机悬挂装置采用轴悬式，牵引电动机的一侧通过抱轴承刚性地支承在车轴上，另一侧通过吊杆悬挂在转向架构架上，牵引电动机输出的转矩通过一级减速齿轮传动轮对，齿轮传动比为3.83（18：69）。基础制动装置为双侧闸瓦制动，每個輪對左右各设有一个制动缸，并设有制动横梁以保证两侧闸瓦同步作用，另外还设置了闸瓦间隙调整器。
每个轮对的轴箱端盖上均设有测速发电机以检测轮周速度，一旦检测到机车实际速度与轮周速度不符，将即时撒砂并接通防空转保护电路，使牵引电动机减载，从而令轮对迅速恢复粘着。

## 保存车辆
静态保存
- EF65 1号机车：原保存于網干綜合車輛所宮原支所，後於2016年時移至新開業的京都鐵道博物館。
- EF65 5号机车：保存于日本貨物鐵道中央培訓中心（日语：日本貨物鉄道中央研修センター），作為駕駛模擬器使用。
- EF65 120号机车：保存于JR貨物吹田機關區，作為乘務人員培訓教具使用。
- EF65 520号机车：保存于碓冰嶺鐵道文化村。
- EF65 527号机车：保存于日本貨物鐵道中央培訓中心，作為培訓教具使用。
- EF65 535号机车：保存于東芝府中事業所（日语：東芝府中事業所）。
- EF65 536号机车：司機室部分保存于關水金屬埼玉工廠。
- EF65 539号机车：司機室部分由私人保存。
- EF65 1001号机车：保存于日本貨物鐵道中央培訓中心，作為培訓教具使用。